# Манёвренная оборона
Манёвренная оборона или подвижная оборона — вид оборонительных действий, целью которых является выигрывание времени и нанесение противнику потерь при возможном оставлении части своей территории; как правило к ней прибегают при значительном превосходстве противника в силах и при недостатке ресурсов на организацию традиционной позиционной обороны. От неподготовленного и неконтролируемого отступления отличается заблаговременной проработкой возможных вариантов развития ситуации и соответствующей подготовкой манёвров, контратак, запасных позиций, эшелонированием привлечённых сил, использованием преимуществ предоставляемых характером местности с целью нанесения наибольшего урона противнику и т. д.

## Общие положения
Суть манёвренной обороны заключается во втягивание сил противника в ряд последовательных боёв на большом количестве (3—4 и более) заранее намеченных оборонительных рубежей. Последовательно обороняясь на каждом рубеже, войска сначала отбивают атаку передовых подразделений противника, заставляют его потратить время на организацию удара и ввод в бой главных сил, позволяют им под огнём преодолеть имеющиеся заграждения и, не доводя дела до перехода ударных группировок неприятеля в решающую атаку, оттягиваются в глубину своих позиций под прикрытием заранее назначенных подразделений с огневыми средствами усиления. Иногда перед отходом проводится короткая контратака наступающих порядков противника специально отведёнными для этого резервами. Для того, чтобы не допустить охвата флангов частей в обороне, манёвр отхода обязательно проводится при согласовании с соседями. На следующем удобном рубеже отошедшие войска аналогичным образом немедленно приступают к организации системы огня и подготовке к отражению последующей атаки противника.
Принципиальным отличием сдерживающих действий в рамках манёвренной обороны от обороны позиционной является отсутствие необходимости в длительном удержании войсками занимаемых ими рубежей при общем стремлении минимизировать собственные потери с сохранением сил и средств для следующего боя. Целью манёвренной обороны является нанесение противнику максимально возможного урона, пресечение успешного прорыва врагом своих позиций при атаке с ходу и принуждение его к развёртыванию для подготовки удара своими главными силами.
По современным представлениям зарубежных специалистов, наряду с позиционной обороной (обороной района) не исключается ведение так называемой мобильной обороны, которая тоже опирается на фактор манёвренности войск, но имеет целый ряд отличий от идеи манёвренной обороны.

## Исторический очерк
Тактику манёвренной обороны задействуют с древнейших времён в разных масштабах и организационных формах в соответствии с развитием вооружения конкретного исторического этапа. До появления в конце XIX века эффективного и скорострельного огнестрельного вооружения она преобладала над позиционной формой обороны, однако на фрoнтах русско-японской войны 1904—1905 годов и Первой мировой последняя стала превалировать. Тем не менее, уже во время Гражданской войны и иностранной военной интервенции в России мобильные оборонительные действия использовались всеми воюющими сторонами почти повсеместно, в том числе — и в стратегических масштабах. Такой выбор был продиктован, прежде всего, пространственной протяжённостью театра военных действий, относительной малочисленностью противостоящих армий и отсутствием сплошной линии фронта. Помимо сухопутных действий манёвренные формы обороны нашли применение и на море в тех ситуациах, когда возникала необходимость отразить удары превосходящих сил противника; в этих случаях соединения военно-морских сил при манёврах опирались на оборонительные минные заграждения и минно-артиллерийские позиции.
С началом Великой Отечественной войны активность советских войск приобрела характер манёвренной обороны не только в тактическом, но и в оперативном масштабе; некоторые войсковые объединения вели оборонительные бои и сражения в стратегическом масштабе на заранее намеченных рубежах в сочетании с контрударами и контратаками. При этом, рубежи обороны эшелонировались, по возможности выбирались на местности, труднодоступной для вражеской бронетехники при условии наличия скрытых путей для осуществления манёвра в глубину. Если обстановка вынуждала отходить, то удерживали назначенный рубеж до последнего, а от противника стремились оторваться ночью, переходя на заранее подготовленную позицию в тылу и вступая там в новый бой по канонам позиционной обороны.

## Теоретическая разработка вопроса
Впервые теоретическое основание манёвренной обороны было разработано советской военной наукой в конце 20-х годов XX века на базе систематизации обширного опыта Гражданской войны и военной интервенции. В период 20-30-х годов в уставах Красной Армии основные положения манёвренной обороны тактического уровня были размещены в разделах «Подвижная оборона»; в уставах времён Великой Отечественной (ПУ-41, ПУ-42, ПУ-43) они были перенесены в раздел «Манёвренная оборона».
Опыт боевых действий на фронтах Великой Отечественной войны показал, что абсолютное большинство оборонительных операций советских войск велось по принципам, изложенным в разделах военных уставов, которые посвящены манёвренной обороне с переходом к классической позиционной обороне только во время последовательных контактов с противником на оборонительных рубежах. Из-за этого, в послевоенных уставах доминировала концепция «единой обороны», в рамках которой оборона не делилась на позиционную и манёвренную. Однако, многие положения по подготовке и ведению манёвренной обороны созданные до и в ходе Великой Отечественной войны не потеряли актуальности и в реалиях начала XXI века.
С появлением ядерного вооружения и дальнобойных средств его доставки произошёл новый виток в развитии тактического и оперативного искусства. Понятие манёвренной обороны было возрождено, но до конца 70-х годов основные её положения рассматривались как один из способов реализации отхода с последовательным развёртыванием сил для боёв на промежуточных рубежах. В конце 80-х годов XX века манёвренная оборона была официально признана как самостоятельный вид оборонительных действий, целью которых является сдерживание превосходящих сил неприятеля путём сопротивления на нескольких последовательно удерживаемых рубежах